# Smith & Wesson Модель 61
Smith & Wesson Модель 61 (також відома під назвою Smith & Wesson Escort або просто Pocket Escort) є надкомпактним самозарядним пістолетом під набій .22 Long Rifle, який розроблено для самозахисту. Випуск тривав з 1970 по 1973 роки.

## Конструкція
S&W Модель 61 пістолет УСМ якого працює за допомогою віддачі під набій.22 Long Rifle. Його випускали для самозахисту, щоб заповнити нішу кишенькової автоматичної зброї після введення заборони на імпорт малих самозарядних пістолетів. Пістолети мали воронування або нікелювання та чорні або білі пластикові накладки на руків'я. Ранні моделі мали численні проблеми з надійністю та згідно з істориком компанії Smith & Wesson, Джимом Супікою, багато пістолетів повернули на фабрику для відновлення.
Як зазначав Супіка багато з цих пістолетів не були відновлені. Співробітники компанії Smith & Wesson просто брали новий пістолет з виробничої лінії, ставили новий номер та відправляли його замовнику замість ремонту, оскільки це було б дороговартісним.<
Інженерні зміни у Моделі 61:
- 61 (B1,001–B7,800; Березень 1970)[1]
- 61-1 (B7,801–B9,850): Магазинний запобіжник (Травень 1970)[1]
  - 61-1 (B1–B500): Спеціальна група номерів (1970)[1]
- 61-2 (B9,851–B40,000): Додано гайку на ствол (вересень 1970)[1]
- 61-3 (B40,001–B65,438): Алюмінієва рама (липень 1971)[1]